# Thạch Kim
Thạch Kim là một xã thuộc huyện Thạch Hà, tỉnh Hà Tĩnh, Việt Nam.
Xã có diện tích 1,27 km², dân số năm 2021 là 18.455 người, mật độ dân số đạt 7445 người/km².